# Барцруни (језеро)
Барцруни (јерм. Բարձրունի լիճ) је високопланинско језеро у јерменском марзу Вајоц Џор. Налази се на западном делу Вајоцџорске планине, у близини границе са Азербејџаном (Нахчиванска Република) на надморској висини од 2.470 метара.
Храни се искључиво путем падавина, углавном топљењем снега и леда, док је у зимском делу године прекривено ледом. Максимална дужина језера не прелази 200 метара, а ширина 120 метара. Дужина обалске линије износи 500 метара.
Језеро је име добило по оближњем селу Барцруни.